# Nassarius semisulcatus
Nassarius semisulcatus is een slakkensoort uit de familie van de Nassariidae. De wetenschappelijke naam van de soort is voor het eerst geldig gepubliceerd in 1854 door Rousseau.